# Anna Helena Celsing
Anna Helena Celsing, född 12 september 1725, död 6 juni 1795 i Stockholm, var en svensk textilkonstnär.
Hon var dotter till hovkanslern Gustaf Celsing och Anna Helena Wallrave samt syster till Gustaf och Ulric Celsing. Hennes konst består av broderier och hon var representerad i Årstaklubbens broderi- och spetsutställning 1927. 